# Nekdo drug
Nekdo drug je slovenski dramski film iz leta 1989 v režiji Boštjana Vrhovca po scenariju Branka Gradišnika. Damjana zamenjajo za morilca, posledično ga žena zapusti, policija pa dvomi v njegovo psihično zdravje.

## Igralci
- Maja Boh kot žrtev
- Rasim Softić kot črpalkar
- Silva Čušin
- Ivo Godnič kot Natakar
- Boštjan Hladnik
- Marjan Hlastec
- Vesna Jevnikar
- Tone Kobše kot miličnik v civilu
- Jurij Korenc kot ljubimec
- Brane Kraljevič
- Vlado Kreslin kot neznanec
- Barbara Lapajne kot Mija
- Gojmir Lešnjak kot doktor Cerar
- Andreja Lužnik kot mlado dekle
- Nataša Matjašec kot mlada vozačka
- Marko Mlačnik kot Damjan Petriè
- Vlado Novak
- Bernarda Oman kot Jana Petriè
- Max Osole kot bolničar
- Olga Pajek kot zdravnica
- Sandi Pavlin kot psihiater
- Tomaž Pipan kot miličnik
- Pavle Ravnohrib
- Franci Retelj kot zdravnik
- Mladen Robnik kot miličnik v civilu
- Lojze Rozman kot Damjanov oèe
- Luka Simoni kot zlatar
- Damjan Uličevič kot panker
- Metoda  Zorčič kot sestra na intenzivni